# Ngựa Breton

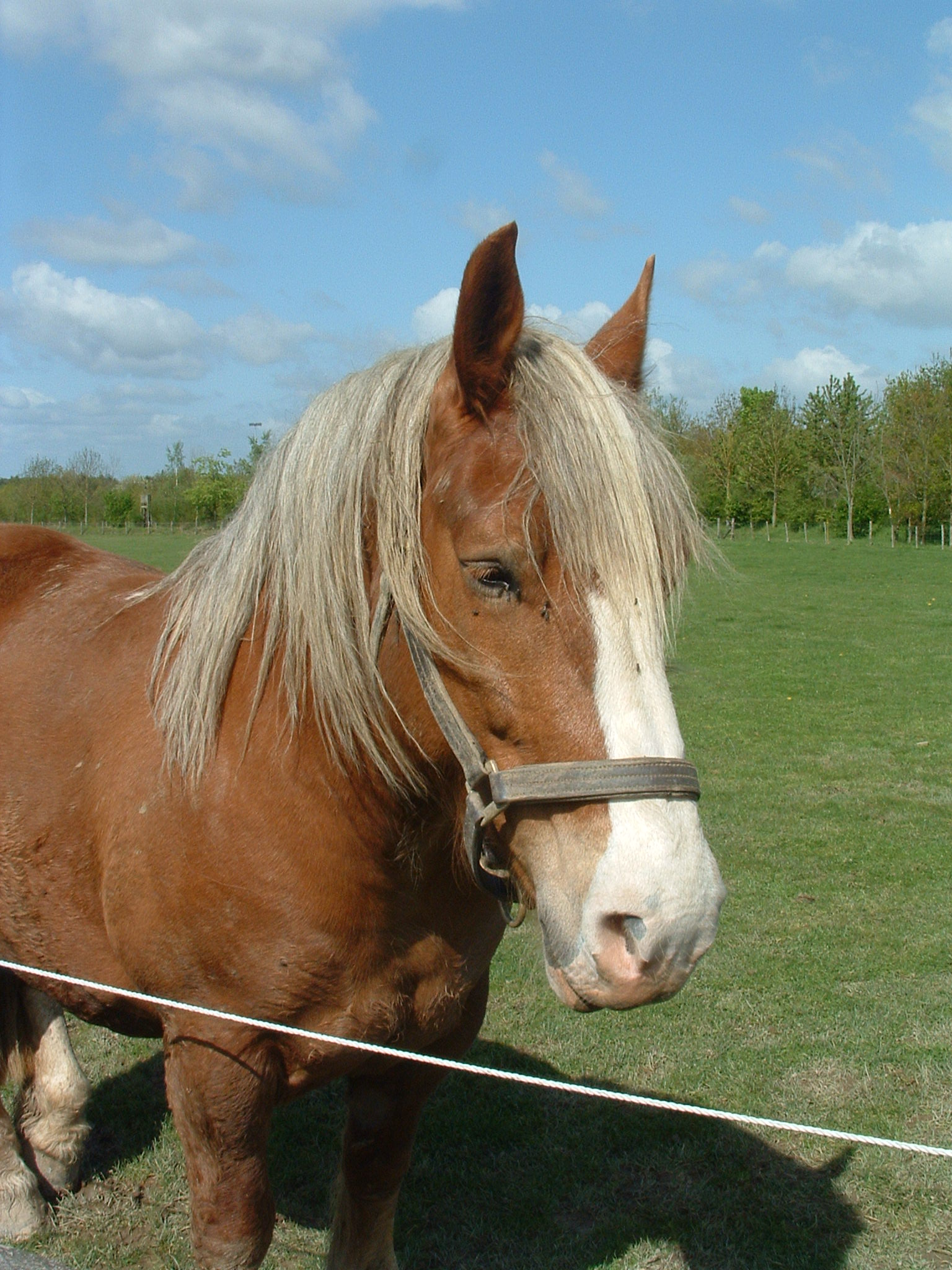
Dòng Postiers

Ngựa Breton là một giống ngựa kéo xe. Nó được phát triển ở vùng Bretagne, một tỉnh ở phía tây bắc nước Pháp, từ nguồn gốc của tổ tiên bản địa có niên đại hàng ngàn năm. Các con ngựa Breton đã được tạo ra thông qua việc lai nhiều giống khác nhau của châu Âu và phương Đông. 

## Tổng quan
Loài này thường có màu hạt dẻ là có cơ thể mạnh mẽ và cơ bắp. Có ba loại cá biệt của Breton, mỗi đến từ một khu vực khác của Bretagne. Các dòng Corlay Breton là loại nhỏ nhất, và thường được sử dụng cho ngựa kéo xe yên. Các Postier Breton được sử dụng để khai thác và công việc đồng. Những con ngựa kéo nặng Breton là kiểu phụ lớn nhất, và thường được sử dụng cho các công việc khó khăn nhất. Loài ngựa này đã được sử dụng trong quân sự, trong cày kéo và sản xuất nông nghiệp. Nó cũng đã được sử dụng để cải thiện và tạo ra nhiều giống khácvà để sản xuất con la.

## Lịch sử
Những con ngựa Breton ban đầu được nuôi với mục đích tận dụng sức mạnh và độ bền. Ngựa đã có mặt ở vùng núi Breton hàng ngàn năm nay, nhưng không ai biết làm thế nào chúng đầu tiên đến. Một giả thuyết cho rằng chúng đã được đưa đến châu Âu trong quá trình di chuyển của người Aryan từ châu Á hơn 4.000 năm trước đây, trong khi một trường phái tư tưởng có họ giảm dần từ ngựa nuôi bởi chiến binh Celtic trước khi cuộc chinh phục của Vương quốc Anh.
Các tổ tiên ban đầu của Breton là một dân số của con ngựa mà đã sống ở vùng núi Breton, có thể là hậu duệ của những con ngựa thảo nguyên hay cưỡi bởi những người Celt. Trong cuộc Thập tự chinh, những con ngựa núi được lai với ngựa phương Đông để tạo ra một loại gọi là Bidet Breton. Trong thời Trung cổ, các con ngựa Breton mà tổ tiên đã được tìm kiếm bởi các nhà lãnh đạo quân sự, một phần vì dáng đi thoải mái của nó. Do dáng của nó và thực tế là nó chỉ đứng khoảng 1,40 m nó được mệnh danh là Bidet d'Allure hay Bidet Breton.
Ngựa của dòng máu khác đem về châu Âu trong cuộc Thập Tự Chinh đã có một ảnh hưởng mạnh mẽ trên Breton, và hai loại sau đó phát triển. Các Sommier là thường gặp, loại nặng, được sử dụng chủ yếu như một con ngựa thồ và cho công việc trang trại và kéo xe. Từ Sommier, các dòng Roussin đã được phát triển, được sử dụng chủ yếu trong các cuộc chiến tranh và những chuyến đi dài. Dáng đi tự nhiên của Roussin đã làm cho nó phổ biến như là một con ngựa cưỡi nhẹ hơn.
Từ thời Trung cổ cho đến những năm 1900, các con ngựa Breton được lai với con ngựa khác nhau, cả hai bản địa và nước ngoài, bao gồm cả các ngựa Boulonnais, ngựa Percheron và ngựa Ardennes. Trong thế kỷ 19 nó được lai với các con ngựa nước kiệu Norfolk Trotter, mà kết quả trong một loại trọng lượng nhẹ hơn của Breton, là phụ nhánh của dòng Postier. Ngày nay, giống Breton được quy định bởi các Syndicat des Éleveurs de Cheval Breton một tổ chức với sách chỉ nuôi ngựa của mình đến năm 1909 khi nó được tạo ra.
Năm 1912, những cuốn sách về các giống ngựa (sách chỉ ngựa) được kết hợp nhưng các phần riêng biệt được sử dụng cho từng loại. Mặc dù hạn chế đăng ký, sinh sản của con ngựa Breton đã lan rộng trên toàn nước Pháp, và trên thế giới. Hôm nay ở Pháp, ngựa Breton được nuôi chủ yếu ở các trang trại ngựa ở Lamballe, Hennebont, và các bộ phận của La Roche-sur-Yon. 

## Đặc điểm

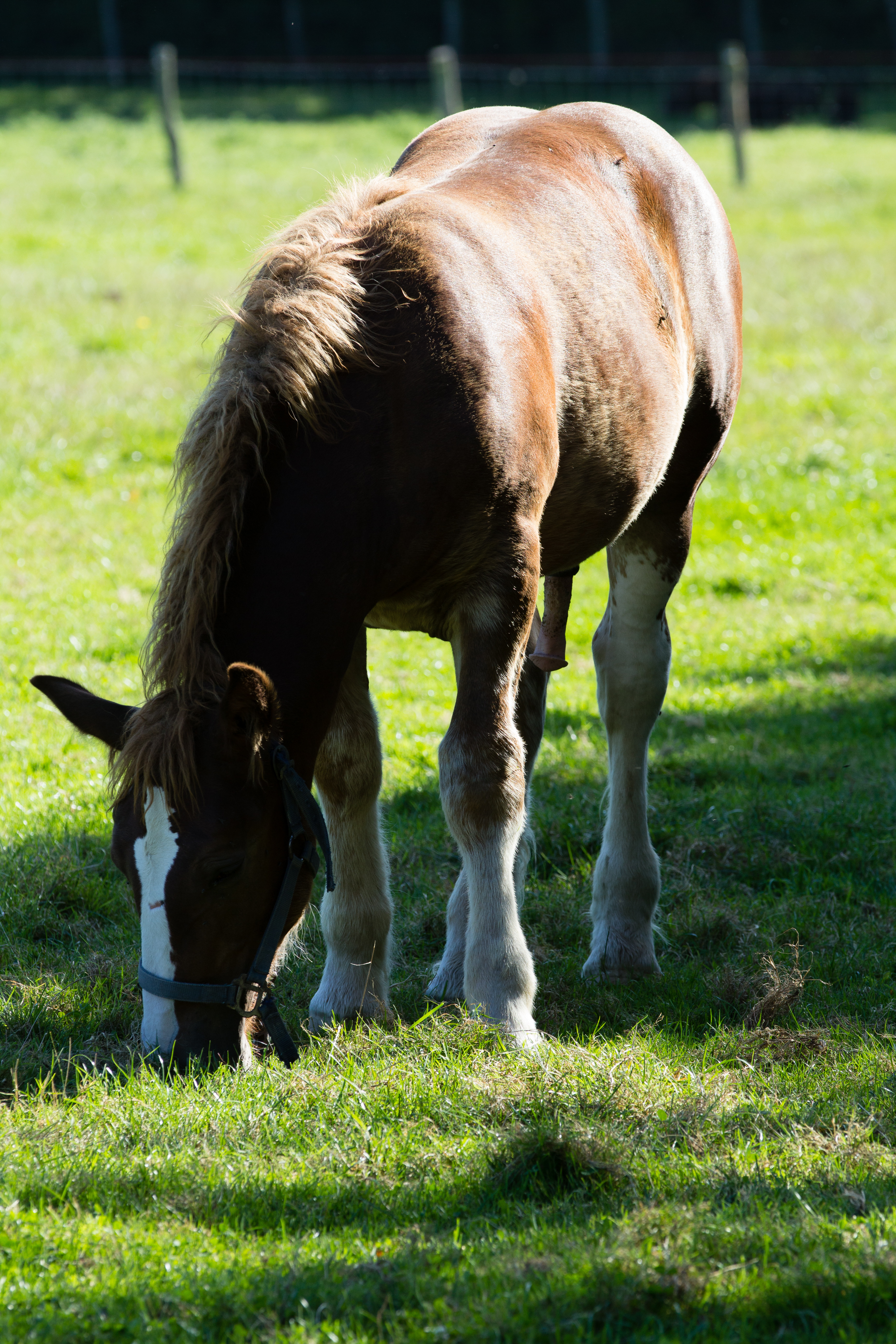
Một con ngựa Breton

Ngựa Breton nthường cao khoảng 1,58 mét chiều cao, nhưng có thể trong khoảng 1,55-1,63 m, tùy loại. Chúng thường có một lớp áo khoác màu hạt dẻ, thường với một bờm rũ và đuôi, nhưng cũng có thể có màu vịnh, xám, hoặc loang nâu đỏ hoặc màu lam. Ngựa Breton có một cái đầu cân đối khối lượng trung bình, cổ ngắn cũng đặt vào vai cơ bắp. Khớp vai là dài và dốc, ngực nở rộng và cơ bắp, lưng ngắn và rộng, và dốc mông. Bốn chân được phủ lông, ngắn nhưng mạnh mẽ, với các khớp nối rộng và móng guốc tốt.
Các con Corlay Breton có nguồn gốc từ việc lai giống cổ mẹ đẻ với ngựa Ả rập và Ngựa Thuần Chủng Thoroughbred, và được coi là hậu duệ thực sự của ngựa Breton gốc. Nó có những đặc điểm chung giống như các loại ngựa cày kéo nhưng nhỏ hơn với một khuôn mặt hình đĩa hơn. Nó được sử dụng chủ yếu cho các công việc kéo nhẹ mà yêu cầu tốc độ và số lượng của nó đã được giảm trong những năm gần đây. Các loại được cũng được biết đến như là Cheval de Corlay, và bây giờ là cực kỳ hiếm. Nó cũng được sử dụng trong các cuộc đua địa phương bởi vì tốc độ của nó, mà nó thừa hưởng từ dòng máu của ngựa Ả Rập và Thoroughbred tổ tiên của nó.
Postier Bretons đã được phát triển như là một kết quả của việc lai tạo giống với các giống ngựa nước kiệu Norfolk Trotter và ngựa Hackney trong thế kỷ 19. Đây là loại được nuôi chủ yếu ở trung tâm Bretagne, có một dáng đi rất hấp dẫn, là một con ngựa huấn luyện viên tốt, và có khả năng sản xuất nông nghiệp. Tên của nó bắt nguồn từ việc sử dụng nó trong việc kéo. Các Postier đã được sử dụng rộng rãi bởi người Pháp, và nó đã được mô tả như là một phiên bản nhẹ hơn của ngựa Suffolk giống từ Anh quốc.
Ngựa nặng Breton được bắt nguồn từ một di truyền của ngựa Ardennes và ngựa Percheron. Nó rất mạnh so với kích thước của nó và có chân ngắn nhưng cơ bắp. Nó được nuôi trong các khu vực ven biển phía bắc của Bretagne, trong Merléac. Đây là loại cũ hơn, được gọi là Grand Breton, một con ngựa nặng đã được sử dụng để cải thiện nhiều giống khác (chúng là giống nền để lai tạo nhằm tăng trọng lượng, tầm vóc, sức bền).

## Lai tạo
Trong một thời gian, có một xu hướng để tăng kích thước của các giống ngựa kéo xe để đạt được nhiều sức lực hơn và số lượng lớn thông qua lai. Tuy nhiên, do độ bền và dáng của nó, là ngựa Breton là một ngoại lệ. Lai đã được chứng minh làm giảm phẩm chất độc đáo của giống này, và do đó, trong năm 1930, việc truyền máu khác đã bị bỏ rơi, và quyết định này đã dẫn đến việc bảo tồn sự thuần khiết của giống này. Do đó, chứ không phải là đối tượng để lai bản thân, thay vì Breton đã được sử dụng để cải thiện nhiều giống khác.
Người mua hàng đến Pháp từ khắp nơi trên thế giới để mua Breton để sử dụng trong việc cải thiện ngựa mẹ đẻ của họ. Các con ngựa Breton đã có một ảnh hưởng đáng kể trên ngựa Canada, sau khi các thành viên của giống này đã được gửi đến Canada vào thế kỷ thứ 17. Chúng cũng được sử dụng để tạo ra các con ngựa Freiberger Thụy Sĩ, cũng như các giống ngựa kéo hạng nặng khác. Ngựa Breton đã được sử dụng ở Ấn Độ để giao phối sinh ra con la, và tại các trang trại chăn nuôi Saharanpur được lai với các con ngựa giống Anglo-Ả Rập Mystère để sản xuất ra ngựa vận chuyển.
Trong thế kỷ 19 và đầu thế kỷ 20, người nông dân Ý đã cố gắng sử dụng các con ngựa Brabant để cải thiện dòng máu ngựa trong nước, nhưng các con tỏ ra là quá nặng nề và chậm hơn yêu cầu. Trong những năm 1930, các giống ngựa Hispano-Breton đã được phát triển ở Tây Ban Nha bằng cách lai với ngựa đực giống Breton nhập khẩu với ngựa cái địa phương. Hôm nay, dân số loài này là nhỏ, nhưng đã được ghi nhận bởi các nhà nghiên cứu cho sự đa dạng di truyền phong phú của nó. Sau Thế chiến II, một con ngựa đực Breton đã được sử dụng để cải thiện giống ngựa Schleswig của Đức.

## Sử dụng
Các con ngựa Breton được sử dụng trong nhiều năng lực, do sự khác nhau kiểu phụ của giống này. Loại nhỏ hơn có thể được sử dụng để kéo xe yên và công việc nhẹ, trong khi các loại lớn hơn là lý tưởng cho các công việc nặng và công việc nông nghiệp. Chúng cũng thường được sử dụng để cải thiện các giống khác qua lai tạo (làm máu nền). Hôm nay, giốngnày được sử dụng như một ngựa thợ trên các trang trại nhỏ, và cũng được sử dụng để thu thập rong biển. Nó cũng được nhân giống để sản xuất thịt ngựa; thịt ngựa là một yếu chế độ ăn uống tại nhiều quốc gia châu Âu, bao gồm Pháp, Bỉ, Đức và Thụy Sĩ.